# Универзитет Карнеги Мелон
Универзитет Карнеги Мелон (енгл. Carnegie Mellon University) је приватни универзитет у Питсбургу.